# Mários Geōrgíou
Mários Geōrgíou (in greco Μάριος Γεωργίου?; Limassol, 10 novembre 1997) è un ginnasta cipriota.
Ha preso parte ai Giochi olimpici di Rio de Janeiro 2016 e di Tokyo 2020.

## Palmarès
| Anno | Manifestazione                                         | Sede       | Evento       | Risultato | Prestazione | Note |
| ---- | ------------------------------------------------------ | ---------- | ------------ | --------- | ----------- | ---- |
| 2015 | Giochi dei piccoli stati europei                       | Reykjavík  | Individuale  | Oro       | 86.000 p.   |      |
| 2015 | Giochi dei piccoli stati europei                       | Reykjavík  | Squadre      | Oro       | 247.150 p.  |      |
| 2015 | Giochi dei piccoli stati europei                       | Reykjavík  | Cavallo c/m  | Oro       | 14.500 p.   |      |
| 2015 | Giochi dei piccoli stati europei                       | Reykjavík  | Volteggio    | Oro       | 14.550 p.   |      |
| 2015 | Giochi dei piccoli stati europei                       | Reykjavík  | Parallele    | Oro       | 14.200 p.   |      |
| 2015 | Giochi dei piccoli stati europei                       | Reykjavík  | Sbarra       | Oro       | 14.250 p.   |      |
| 2015 | Giochi dei piccoli stati europei                       | Reykjavík  | Corpo libero | Bronzo    | 14.050 p.   |      |
| 2018 | Giochi del Commonwealth                                | Gold Coast | Parallele    | Oro       | 14.533 p.   |      |
| 2018 | Giochi del Commonwealth                                | Gold Coast | Corpo libero | Oro       | 13.966 p.   |      |
| 2018 | Giochi del Commonwealth                                | Gold Coast | Individuale  | Bronzo    | 83.750 p.   |      |
| 2018 | Giochi del Mediterraneo                                | Tarragona  | Individuale  | Oro       | -           |      |
| 2018 | Giochi del Mediterraneo                                | Tarragona  | Sbarra       | Oro       | -           |      |
| 2018 | Giochi del Mediterraneo                                | Tarragona  | Parallele    | Argento   | -           |      |
| 2018 | Giochi del Mediterraneo                                | Tarragona  | Cavallo c/m  | Bronzo    | -           |      |
| 2019 | Campionati europei individuali di ginnastica artistica | Stettino   | Individuale  | Bronzo    | 84.398 p.   |      |
| 2019 | Giochi europei                                         | Minsk      | Parallele    | Argento   | 14.900 p.   |      |